# Давыдова-Белая, Анна Викторовна
Анна Викторовна Давыдова-Белая (12 сентября 1975 (49 лет), Донецк, Украина) — доктор филологических наук, профессор, заведующая кафедрой теории литературы и истории украинской литературы Горловского института иностранных языков высшего учебного заведения «Донбасский педагогический университет» (Горловка, Украина). Автор четырех монографий и около 200 научных статей, посвященных украинскому авангарду и современному литературному процессу на Украине, в частности «Украинский литературный авангард: поиски, стилевые направления», «Символизм; Футуризм; Сюрреализм». Автор шести учебно-методических пособий и составительница избранных произведений поэта-футуриста М. Семенко.
В портфолио А. Белой-переводчицы — составление и перевод на украинский язык лирики польских сюрреалистов «Зеленый, значит, ты есть: польские поэты-сюрреалисты» (Луцк, 2009), публицистика К. Курчаб-Редлих («Головой в стену Кремля», «Пандрёшка», 2010), роман шведского писателя Е. Лапидуса («Не облажаться», 2013).
Творческие работы А. Белой, являющейся членом Ассоциации украинских писателей (Украина) и донецкого литературного объединения OST, представлены новеллами и тремя сборниками лирики («Відбиток», 1999, «Pas de chatte», 2001, «Субмарина для марінетті», 2002).
А. Белая — лауреат премии Президента Украины для молодых ученых 2000 года; премии Национальной академии наук Украины за монографию «Образ автора в лирике Ивана Франко» (2004 р.); премии Фонда Воляников-Швабинских за монографию «Украинский литературный авангард: поиски, стилевые направления» (2006 р.); фонда Й. Мяновского за научный проект «Польский и украинский сюрреализм» (Вроцлав, 2009 р.).